# Бланзе (Вијена)
Бланзе (фр. Blanzay) насеље је и општина у западној Француској у региону Поату-Шарант, у департману Вијена која припада префектури Монморијон.
По подацима из 2011. године у општини је живело 826 становника, а густина насељености је износила 23,3 становника/km². Општина се простире на површини од 35,45 km². Налази се на средњој надморској висини од 132 метара (максималној 147 m, а минималној 119 m).

## Демографија
| 1962. | 1968. | 1975. | 1982. | 1990. | 1999. | 2011. |
| ----- | ----- | ----- | ----- | ----- | ----- | ----- |
| 840   | 989   | 915   | 840   | 804   | 798   | 826   |

График промене броја становника у току последњих година